# آندرش تروندسن
آندرش تروندسن (انگلیسی: Anders Trondsen؛ زادهٔ ۳۰ مارس ۱۹۹۵) بازیکن فوتبال اهل نروژ است.
از باشگاه‌هایی که در آن بازی کرده‌است می‌توان به اشاره کرد.
وی همچنین در تیم‌های ملی فوتبال، زیر ۲۱ سال نروژ، و نروژ بازی کرده‌است.